# Willisville (Arkansas)
Willisville è un comune degli Stati Uniti d'America, situato in Arkansas, nella contea di Nevada.